# Comté de Fayette (Iowa)
Pour les articles homonymes, voir Comté de Fayette.
Le comté de Fayette est un comté de l'État de l'Iowa, aux États-Unis.